# Ходак Віктор Іванович
Віктор Іванович Ходак (27 грудня 1955, Кіровоград — 7 липня 1987, Афганістан) — старший лікар санітарно-епідеміологічного загону, начальник базової лабораторії, старший лейтенант медичної служби.

## Життєпис
Віктор Іванович народився 27 грудня 1955 року в м. Кіровоград у родині Івана Григоровича та Тетяни Іванівни.
Був членом КПРС з 1978 року.
Загинув 7 липня 1987 року в Афганістані. Похований у Мінську на Північному кладовищі.

## Освіта
- 1971 — закінчив школу № 29 у місті Кіровоград.
- 1975 — закінчив Кіровоградський медичний коледж імені Є. Й. Мухіна.
- 1982 — закінчив Гродненський медичний інститут.
- 1984 — закінчив військово-медичний факультет Куйбишевського медичного інституту імені Д. І. Ульянова (зараз — Самарський військово-медичний інститут).

## Військова служба
5 травня 1975 року призваний до військ Кіровоградським міським військовим комісаріатом.
У 1975—1977 роках служив у Збройних силах СРСР.
З початку 1980-х років знову перебував на військовій службі.
З вересня 1986 року служив на території Республіки Афганістан.
Віктор міг би відмовитися від служби в Афганістані, оскільки у нього почалося запалення сітківки ока, але він не залишив службу, а продовжив виконувати свій «інтернаціональний обов'язок» навіть тоді, коли хвороба в Афганістані переросла у глаукому.
7 липня 1987 року старший лейтенант Віктор Ходак, рухаючись у машині лікарів із червоними хрестами, перевіряв застави. Після відвідин чергової (сьомої з них) на трасі Кабул — Джелалабад потрапив у засідку. Зненацька почалася стрілянина: ворог мав переваги завдяки раптовості нападу та пристосованості до умов місцевості. Командир першим відкрив вогонь у відповідь. Це дало змогу зайняти зручні позиції і відбити напад. У битві загинув один боєць — саме командир загону, старший лейтенант Віктор Ходак.

## Особисте життя
Дружина: Світлана Борисівна.
Доньки: Олена та Катерина.
Дружина з доньками проживають у Мінську.

## Нагороди
- Орден Червоної Зірки
- Медаль «Воїну-інтернаціоналісту від вдячного афганського народу»
- Медаль «В пам'ять 10-річчя виведення радянських військ з Афганістану» (24.12.2003)

## Пам'ять
- Відкрито меморіальну дошку на фасаді Кіровоградського медичного коледжу імені Є. Й. Мухіна (12.02.2015)[1]
- На території Військового шпиталю у м. Кабул (Афганістан) встановлено монумент.